# Distretto di Babrujsk
Il distretto di Babrujsk (in bielorusso Бабруйскі раён?) è un distretto (raën) della Bielorussia appartenente alla regione di Mahilëŭ.